# Принцесса цирка (фильм)
«Принцесса цирка» — советский художественный фильм. Экранизация одноимённой оперетты (1926) Имре Кальмана.

## Сюжет
В город приезжает цирк, главной звездой которого является воздушный гимнаст, выполняющий головокружительные трюки, а именно загадочный Мистер Икс. Он всегда прячет свое лицо под маской. Зрители, особенно женщины, сгорают от любопытства, но господин Икс неумолим и продолжает тщательно скрывать свое лицо.
В то же время городские мужчины окружают прекрасную графиню Палинскую, мечтая покорить её сердце, но гордая красавица отвергает их всех, и тогда князь, один из «неудавшихся женихов», решает сыграть с ней злую шутку. Князь договаривается с господином Икс, что тот должен снять маску, представиться знатным дворянином и начать флиртовать с Палинской.
Между «молодым дворянином» и графиней зарождается роман, и вскоре прямо на арене цирка устраивают пышную свадьбу, организованную князем, но в разгар торжества приносят портрет господина Икс, князь срывает с картины маску, и все видят, что женихом на самом деле является господин Икс. Ликующий князь злорадно рассказывает Палинской, что она стала женой несчастного циркача, но тут неожиданно вмешивается господин Икс. Он начинает рассказывать свою правдивую историю, и тут ситуация мгновенно меняется...
Одновременно с романтической историей мистера Икс разворачивается не менее романтическая история любви между юным студентом Тони и юной цирковой гимнасткой Мари. Юноша хочет жениться на своей возлюбленной, но суровая мадам Каролина, мать Тони и хозяйка отеля «Зелёный попугай», категорически против этого. И только помощь находчивого слуги Пеликана может помочь влюблённым обрести счастье...

## В ролях
- Наталья Белохвостикова — графиня Палинская (вокал — Лидия Фёдоровна Ковалёва)
- Игорь Кеблушек — мистер Икс, он же молодой граф Палинский (вокал — Владимир Мальченко, озвучивание — Станислав Захаров, трюки — Юрий Александров, Владимир Гарамов)
- Николай Трофимов — князь
- Юрий Мороз — Тони (вокал — Олег Анофриев)
- Елена Шанина — Мари / Мабель Ибсон (вокал — Лариса Долина)
- Людмила Касаткина — мадам Каролина, мать Тони
- Владимир Басов — Пеликан
- Александр Ширвиндт — Фирелли
- Эммануил Геллер — дирижёр
- Александр Пятков — гусар, адъютант князя
- Владимир Балон — гусарский ротмистр

### В эпизодах
- Людмила Шагалова — хиромантка

## Съёмочная группа
- Автор сценария и режиссёр-постановщик: Светлана Дружинина
- Оператор-постановщик: Анатолий Мукасей
- Художник: Валерий Филиппов
- Звукооператор: Владимир Курганский
- Композитор: Имре Кальман
- Стихотворные тексты: Ю. Айхенвальд, О. Клейнер (Фадеева)

На роль «Мистера Икс» пробовались также Марис Лиепа и Олег Видов.